# SummerSlam (2016)
SummerSlam (2016)— это двадцать девятое по счёту Pay-per-view (PPV) в истории SummerSlam рестлинг шоу, проводимое крупнейшим американским реслинг-промоушеном World Wrestling Entertainment (WWE). Шоу включало в себя рестлеров из брендов Raw и SmackDown. Это стало первое шоу после деления брендов, которое было вновь введено в июле, вступило в полную силу.
На этом шоу было проведено двенадцать матчей, включая три на пре-шоу Кикофф. В главном событии, которое было матчем между брендами, Брок Леснар из бренда Raw победил Рэнди Ортона из бренда SmackDown техническим нокаутом. В другом важном матче, "Король Демонов" Финн Балор победил Сета Роллинса и стал первым чемпионом Вселенной WWE, который был представлен мировым чемпионством WWE. В других заметных матчах, Дин Эмброус победил Дольфа Зигглера, чтобы сохранить своё Мировое чемпионство WWE, и Эй Джей Стайлз победил Джона Сину в одиночном матче.

## Производство

#### Предыстория
SummerSlam — это ежегодное Pay-per-view, производимое американской компанией WWE с 1988.  Названо как "Большая Вечеринка всего лета", это одно из основных четырёх pay-per-view (PPV) компании, наряду с WrestleMania, Royal Rumble, и Survivor Series, названа также как "Большая Четвёрка". Это  шоу стало вторым большим событием WWE года после WrestleMania.
Объявлено 28 сентября 2015, событие в 2016 стало двадцать девятым SummerSlam и должно было пройти 21 августа 2016 на  Барклайс-центре в Бруклине, Нью-Йорк второй год подряд. В добавок к просмотру как само pay-per-view, шоу также стримилось на WWE Network. Билеты поступили на продажу 2 апреля через Ticketmaster. Шоу включало рестлеров из брендов Raw и SmackDown. Это стало первым pay-per-view, которое включало деление брендов после его возвращения в предыдущем месяце. Это также стало первое pay-per-view, которое включало Чемпионство Вселенной WWE после его создания для бренда Raw в предыдущем месяце после того, когда Чемпионство мира в тяжёлом весе WWE стало эксклюзивным для бренда SmackDown и переименован в Мировое чемпионство WWE.
До события, WWE и KFC, который был спонсором шоу этого года, провели рекламную привязку для их куриного сэндвича "Chicken Little". Она включала в себя матч между Мизом, одет как "Puppers Cluckers" в костюме жёлтой курицы и Дольфом Зигллером, одет как Полковник Сандерс, который был проведён после конца эпизода SmackDown Live 16 августа, где победил Зигглер.

### Сюжетные линии
На шоу было проведено двенадцать матчей, три из которых были проведены на пре-шоу Kickoff, которые будут проходить по сценариям сюжетных линий. Все сюжетные линии написаны букерами промоушена и развивались в течение недели на телевизионных шоу WWE — Raw и SmackDown.Рестлеры выступают как фейсы, хилы или как нейтральные персонажи, которые играли роли в развитии сюжета или кульминации в матче или серии матчей.
5 июня WWE дала Броку Леснару "одноразовую возможность" вернуться в смешанные боевые искусства на UFC 200 9 июля, а также объявляя то, что Леснар также сразится на SummerSlam. 7 июля на эпизоде бренда SmackDown было объявлено,  что противником Леснара станет Рэнди Ортон, который вернулся после травмы. WWE назвала этот матч как "15 лет в процессе создания". 15 июля, WWE подтвердила, что матч состоится, несмотря на уведомление относительно матч Леснара на UFC от Анти-допингового Агентства США, где в результате внесоревновательной пробы, взятой 28 июня, которая дала положительный результат на запрещённое вещество. Второй образец, взятый во время соревнований 9 июля также был положительным для того же запрещённого вещества, которое, как полагают, был Кломифен, который был обнаружен в предыдущем образце. 26 июля, WWE подтвердила что Леснар не получит никакого наказания от WWE, поскольку он освобождён от Политики Здоровья WWE из-за его статуса как временный рестлер. Ортон вернулся на  Battleground (2016) как гость на шоу Криса Джерико "Highlight Reel". Ортон сказал, что ему нужен один RKO , чтобы победить Леснара и также принял шут на проваленные тесты Леснара. 1 августа на эпизоде бренда Raw, менеджер Леснара Пол Хейман заявил, что Ортон не проведёт Леснару свой финишер, когда неожиданно появился Ортон и провёл Леснару RKO. В последствии Леснар провёл Ортону F-5 во время его матча против Фанданго на SmackDown следующей ночью. На последнем Raw перед SummerSlam  Леснар и Хейман записывали другое промо против Ортона пока их не прервал Хит Слейтер , который хотел получить контракт WWE (так как его не выбрали во время драфта WWE) победив Леснара. Леснар атаковал Слейтера, проведя ему F-5 и отправил сообщение Ортону. Слейтер сразился против Ортона на следующем эпизоде SmackDown,  чтобы заработать контракт. Ортон  намеренно был дисквалификацирован, высмеяв Леснара перед тем, как провести Слейтеру RKO.
После того, когда Дин Эмброус из бренда SmackDown защитил Мировое чемпионство WWE на Battleground против Романа Рейнса и Сета Роллинса из бренда Raw в трёхстороннем матче, Raw остался без мирового титула. Соответственно, Стефани Макмэхон и Мик Фоли создали новое чемпионство, Чемпионство Вселенной WWE на Raw следующей ночью, который стал главным чемпионством бренда. Позднее было объявлено, что первый чемпион будет объявлен на SummerSlam в одиночном матче; Роллинс, как выбор Raw #1 на драфте, автоматически попал в матч, а его противник будет объявлен двумя Четырёхсторонними матами той же ночью, где победители этих матчей сразятся  друг с другом в одиночном матче. Финн Балор выиграл первый квалификационный матч победив Сезаро, Кевина Оуэнса и Русева, когда Рейнс выиграл другой матч победив Криса Джерико, Сэми Зейна и Шимуса. Ба́лор победил Рейнса и был добавлен в титульный матч на SummerSlam. Ба́лор и Роллинс сталкивались друг с другом на следующей неделе, где оба обещали выиграть на SummerSlam. Роллинс пытался атаковать Ба́лора, но Ба́лор увернулся, заставляя Роллинса уйти. Две недели спустя, другое эго Ба́лора, "Король Демонов", столкнулся с Роллинсом после того, когда Роллинс вызвал его.
26 июля на эпизоде бренда SmackDown, был проведён шестисторонний матч между Джоном Синой, Бреем Уайаттом, Эй Джей Стайлзом, Дольфом Зигглером, Бароном Корбином и Аполло Крюсом чтобы определить претендента #1 за Мировое чемпионство WWE на SummerSlam. Зигглер выиграл матч удержав Стайлза. На следующей неделе, после того когда Дин Эмброус высмеял возможности Зигглера, Уайатт атаковал его и предложил сразиться с Дольфом за его возможность за титул. Зигглер согласился и победил Уайатта. На следующей неделе, когда Эмброус и Зигглер объединились чтобы победить Уайатта и Эрика Роуэн, Эмброус провёл Грязные Дела Зигглеру. Зигглер ответил и атаковал Эмброуса суперкиком на их сегменте "Миз ТВ" во время последнего эпизода SmackDown перед SummerSlam.
На Battleground, Саша Бэнкс попала в команду с Бэйли из бренда NXT как секретный партнер и победили Женскую чемпионку WWE Шарлотт и Дану Брук в командном матче, где Саша заставила Шарлотт сдаться по болевому. Этим матчем Саша получила титульный матч против Шарлотт на следующем эпизоде Raw, где она снова заставила Шарлотт сдаться и выиграла титул. Шарлотт вызвала Сашу на матч-реванш пять дней спустя, чтобы сразиться с ней за титул на SummerSlam. На следующей неделе, встреча между двумя была прервана Крисом Джерико и Энцо Аморе, где позже был назначен смешанный командный матч, где победили Шарлотт и Джерико. 8 августа на эпизоде бренда Raw, Бэнкс победила Дану Брук, из-за чего Дане запрещено было появляться на ринге на SummerSlam.
После упомянутого смешанного командного матча, Крис Джерико атаковал Энцо Аморе пока не пришел Большой Касс и помог своему партнёру. Позднее, Оуэнс сказал Джерико что он прикроет его во время интервью с Томом Филлипсом. На следующей неделе, Джерико победил Аморе по дисквалификации когда в матч вмешался Кэсс. После матча, Касс вызвал Оуэнса и Джерико на командный матч на SummerSlam, где Оуэнс и Джерико приняли вызов.
После того, когда Эй Джей Стайлз победил Джона Сину на Money in the Bank , Клуб (Стайлз, Карл Андерсон и Люк Галлоус) начали атаковать Сину пока его не спасли Энцо Аморе и Большой Касс, и был назначен командный матч 3 на 3 на Battleground. На шоу, Сина, Аморе и Касс победили Клуб. Во время драфта, Аморе, Касс, Андерсон и Галлоус были переведены на Raw, когда Сина и Стайлз были переведены на SmackDown, и две команды были распущены. 2 августа на эпизоде SmackDown, Стайлз вызвал Сину на ещё один матч на  SummerSlam, на который Сина принял вызов.
2 августа на эпизоде бренда SmackDown, Аполло Крюс победил Барона Корбина и Калисто в Трёхстороннем матче и получил матч Интерконтинентальное чемпионство WWE против Миза на SummerSlam.
На эпизоде бренда Raw 25 июля, Новый день (Кофи Кингстон, Биг И и Ксавье Вудс) праздновали на ринге, когда они стали самыми длительными  Командными чемпионами WWE. Когда они праздновали с фанатом, Люк Галлоус и Карл Андерсон атаковали всех троих членов Нового дня. На Raw следующей неделе, Биг И и Кингстон победили Галлоуса и Андерсона. Галлоус и Андерсон после атаковали всех троих членов, закончилось тем, что Галлоус и Андерсон ударили пах Биг И в угол ринга, вызывая ушиб у паха Биг И. 8 августа, Вудсу и Кингстону назначили матч за Командные чемпионства WWE против Галлоуса и Андерсона на SummerSlam.
После проигрыша Сезаро 1 августа на эпизоде бренда Raw, Шимус атаковал Сезаро. 8 августа на эпизоде бренда Raw, Сезаро снова победил Шимуса, но проиграл матч за Чемпионство Соединённых Штатов WWE против Русева после вмешательства Шеймуса. 15 августа на эпизоде бренда Raw, Сезаро отвлёк Шимуса, и он проиграл матч против Сэми Зейна. Во время последующего спора, Генеральный менеджер Raw Мик Фоли назначил Серию Лучший из 7 между двумя, где первый матч пройдет на SummerSlam. 19 августа, матч был назначен на пре-шоу Кикофф SummerSlam.
Ева Мари была переведена наSmackDown, но на протяжении семи эпизодов, впоследствии, включая проблем с сухожилием и проблем с одеждой, не дали ей сделать свой дебют. 16 августа, Ева Мари не появилась на матче против Наоми. Позднее, Бекки Линч и Кармелла сразились против Натальи и Алексы Блисс; во время матча, Мари появилась на рампе входа. Затем появилась Наоми и начала гнаться за Мари, даже зайдя на ринг. Во время стычки, Линч провела болевой "Dis-Arm-Her" Наталье, которая сдалась. Позднее, Женский командный матч 3 на 3 был назначен на SummerSlam. 18 августа, Мари была отсранена на 30 дней из-за нарушений правил Оздоровительной политики WWE, и таким образом, вылетая из матча. Из-за этого, WWE соответственно думала, что матч может стать неравным матчем 3 на 2, если Наталья и Блисс не найдут третью партнершу.
16 августа на эпизоде бренда SmackDown, Американская Альфа (Чад Гейбл и Джейсон Джордан), Хайп Брос (Зак Райдер и Моджо Роли) и Братья Усо (Джей и Джимми) победили Бризанго (Тайлер Бриз и Фанданго), Асенсион (Коннора и Виктора) и Вадельвистов (Эйден Энглиш и Саймон Готч).
19 августа , был назначен рематч на SummerSlam Kickoff пре-шоу. На том же шоу, Джон Стюарт, который был специальным гостем на предыдущем SummerSlam, объявил, что он снова станет гостем этого SummerSlam.

#### Отменённые матчи
1 августа на эпизоде бренда Raw, после того, когда Чемпион Соединенных Штатов Русев победил Марк Генри и сохранив титул, Роман Рейнс столкнулся с Русевом. На следующей неделе, Рейнс прервал свадьбу Русева и Ланы и вызвал Русева на матч за титул. Русев отклонил и двое начали драку, где Лана упала лицом в свадебный торт. За кулисами, Мик Фоли сказал злой Лане и Русеву, что Русев будет защищать своё Чемпионство Соединённых Штат против Рейнса на SummerSlam. Позднее, Русев успешно защитил титул в межбрендовом матче против Сезаро. После матча, Русев был атакован Рейнсом и получил Гарпун. Рейнс победил Русева на следующей неделе в матче не за титул.

## Шоу
| Должность:              | Имя и Фамилия:                                     |
| ----------------------- | -------------------------------------------------- |
| Английские комментаторы | Майкл Коул (Raw)                                   |
| Английские комментаторы | Кори Грейвс (Raw/Главное событие)                  |
| Английские комментаторы | Байрон Сакстон (Raw/Главное событие)               |
| Английские комментаторы | Мауро Раннало (SmackDown/Главное событие)          |
| Английские комментаторы | Джон "Бредшоу" Лэйфилд (SmackDown/Главное собфтие) |
| Английские комментаторы | Дэвид Отунга (SmackDown)                           |
| Испанские комментаторы  | Карлос Кабрера                                     |
| Испанские комментаторы  | Марсело Родригес                                   |
| Испанские комментаторы  | Джерри Сото                                        |
| Аннонсеры               | Грег Хамильтон (SmackDown)                         |
| Аннонсеры               | Джо Джо (Raw)                                      |
| Судьи                   | Джейсон Эйерс                                      |
| Судьи                   | Шон Беннетт                                        |
| Судьи                   | Майк Киода                                         |
| Судьи                   | Джон Коун                                          |
| Судьи                   | Дэн Энглер                                         |
| Судьи                   | Даррик Мур                                         |
| Судьи                   | Чед Пэттон                                         |
| Судьи                   | Чарльз Робинсон                                    |
| Судьи                   | Райан Трэн                                         |
| Судьи                   | Род Запата                                         |
| Интервьюеры             | Том Филлипс                                        |
| Интервьюеры             | Андреа Ди'Марко                                    |
| Интервьюеры             | Мария Меноунос                                     |
| Панель Пре-шоу          | Рене Янг                                           |
| Панель Пре-шоу          | Букер Ти                                           |
| Панель Пре-шоу          | Джерри Лоулер                                      |
| Панель Пре-шоу          | Лита                                               |

### Пре-шоу
Три матча были проведены на SummerSlam пре-шоу Кикофф. В первом матче, Американская Альфа (Джейсон Джордан и Чад Гейбл), Хайп Брос (Зак Райдер и Моджо Роли) и Братья Усо (Джей и Джимми Усо) сразились с Бризанго (Тайлер Бриз и Фанданго), Вознесением (Коннор и Виктор) и Вадельвистами (Эйден Энглиш и Саймон Готч) в командном матче 6 на 6. Джей Усо выиграл матч для своей команды удержав Саймона Готча после Самоанского Сплэша.
Затем, Сэми Зейн и Невилл сразились против Братьев Дадли (Бабба Рэй и Ди-Вон Дадли) в командном матче. В конце, Зейн провел Халлува Кик Баббе Рэю, где Невилл провёл ему "Красную Стрелу" и успешно удержал.
Наконец, Шеймус сразился с Сезаро в первом матче из семи. Шеймус выиграл матч проведя "Брог Кик" Сезаро и удержал его.

### Важные матчи
Шоу началось с матча где Энцо Аморе и Большой Касс сразились с Крисом Джерико и Кевином Оуэнсом. В разгаре матча, Аморе провёл DDT с прыжка Джерико, но Оуэнс прервал удержание. Оуэнс и Джерико провели  "Коудбрейкер" с Поднятием Аморе, где Джерико его удержал.
На втором матче, Саша Бэнкс защищала Женское чемпионство WWE против Шарлотт, где Дана Брук нна ринге запрещено появляться. В начале матча, обе соперницы пытались провести свои захваты друг другу, но их попытки были безуспешны. Однако, Шарлотт поймала Сашу в верхнем углу ринга и бросила её, заставляя Бэнкс странно упасть, и в процессе сломав ей спину. Во время матча, Бэнкс смогла вырваться из бомбы Рейзор Эдж в хурранкарану. Бэнкс провела Двойное колено на спину Шарлотт на неудачное покрытие. Бэнкс заблокировала попытку Суперплекса и провела Метеору за пределами ринга. Уже в ринге, Бэнкс провела Бэкстаббер, но из-за сломанной спины не смогла сделать это. Шарлотт попыталась провести "Естественный Отбор", но Бэнкс увернулась и провела "Бэнк Стейтмент". Шарлотт выбралась из него и провела "Естественный отбор" Бэнкс на неудачное удержание. В конце матча, Саша провела "Бэнк Стейтмент", однако, Шарлотт воспользовалась весом Саши и удержала её и выиграла чемпионство.
Дальше, Миз защищал Интерконтинентальное чемпионство против Аполло Крюса. Матч закончился, когда Миз увернулся от "Сплэш Стинга" и провёл "Skull Crushing Finale" Крюсу и успешно удержал его и сохранил титул.
В четвёртом матче, Эй Джей Стайлз сразился с Джоном Синой. Раннее в матче, Стайлз реверсировал попытку "Attitude Adjustment" в Удар Пеле и провёл "Стайлз Клэш" на неудачную попытку уджержания, после чего Сина провёл Стайлзу "Attitude Adjustment" на неполное удержание. Стайлз провёл Сине Springboard, где Сина реверсировал приём в STF. Позднее, двое рестлеров выбирались от приема Стайлза Calf Crusher и от приёма Сины STF. Стайлз провёл "Феноменальную Руку" Сине на отсчёт два. Сина провёл Стайлзу "Супер Attitude Adjustment" на счёт два. Шокированный Сина снова попытался провести "Attitude Adjustment", но Стайлз реверсировал в "Стайлз Клэш". После второй "Феноменальной Руки", Стайлз удержал Сину и выиграл матч. После матча, Сина снял напульсник на руке и оставил его на ринге пока он не ушёл за кулисы под большую поддержку от фанатов.
После этого, Джон Стюарт, который заменил травмированного Биг И, представил Командных чемпионов WWE, Новый День (Кофи Кингстон и Ксавье Вудс), которые защищают чемпионства против Люка Галлоуса и Карла Андерсона. Галлоус и Андерсон провели "Магическую Убийцу" Кингстону, но Стюарт зашёл на ринг и отвлёк их. Галлоус и Андерсон попытались травмировать пах Стюарта используя угол ринга, когда выбежал Биг И, сделав своё возвращение, и атаковав Галлоуса и Андерсона, и матч закончился дисквалификацией. Галлоус и Андерсон выиграли матч, но чемпионство они не выиграли.
В шестом матче, Дин Эмброус защищал Мировое чемпионство WWE против Дольфа Зигглера. В конце матча, Эмброус провёл "Грязные Дела" Зигглеру и сохранил титул.
В седьмом матче, Бекки Линч, Наоми и Кармелла должны были сразиться с Натальей, Алексой Блисс и Евой Мари в командном матче 3 на 3. После того, когда Еву Мари отстранили от шоу, Никки Белла заменила её. Матч закончился, когда Никки провела Forearm Smash Кармелле, которая отвлекалась на Наталью и Блисс, и провела Каттер с позиции Пожарного и выиграла матч для её команды.
Стефани Макмэн и Мик Фоли представили новый пояс Чемпионства Вселенной WWE на ринге. Первый чемпион был определён в матче между "Королём Демонов" Финном Балорорм и Сетом Роллинсом в матче, который может завершиться только удержанием или болевым. Раннее в матче, Роллинс провёл Бомбу Балору в баррикаду, и Балор вывихнул своё плечо. Позднее, Балор попытался провести "Куп де Гра", но Роллинс встал и провёл ему Педигри на неудачное удержание. Балор затем увернулся от попытки Сплэш Феникса и провёл дропкик в тарнбаклы угла Роллинсу. Балор попытался провести "Куп де Гра", но Роллинс увернулся, провёл Суперплекс и попытался провести Педигри, но Балор провёл ему Двойной Стомп. После, Балор провёл два дропкика в углу ринга и провёл "Куп де Гра" ему и стал первым Чемпионом Вселенной WWE.
Дальше, Русев должен защитить Чемпионство Соединённых Штатов против Романа Рейнса. Однако, пока матч не начался официально, Русев атаковал Рейнса, где всё переросло в драку. Когда рефери пытались разнять рестлеров, Рейнс ударил Русева стулом. Под конец, было объявлено, что Русев не в состоянии начать матч. После сделанного заявления, Рейнс провёл Русеву "Гарпун".

### Мейн-Ивент шоу
В главном событии шоу, Брок Леснар сразился с Рэнди Ортоном. Во время матча, Леснар бросил Ортона в баррикаду на стол вещания. Ортон провёл Леснару RKO на другой стол аннонсеров. Ортон вернул Леснара обратно на ринг и провёл DDT с верёвок. Ортон провёл второй RKO на неполное удержание. Когда Ортон попытался провести "Пант Кик", Леснар увернулся и провёл F-5 на неполное удержание. Леснар снял свои перчатки и атаковал Ортона голой рукой, ударив его множеством ударов локтём, которые заставили Ортона обильно течь кровью. Это привело к тому, что Леснар победил техническим нокаутом и к Ортону подбежали медики WWE. После, Шейн Макмэн вышел на ринг проверить Рэнди и сразу получил Ф5 от Леснара.

## После шоу
После шоу, Рэнди Ортону нанесли десять швов чтобы закрыть рану на лбу. По слухам, также произошла стычка за кулисами между Броком Леснаром и Крисом Джерико. По словам Дейва Мельтцера из Wrestling Observer Newsletter, Джерико спросил продюсера WWE Майкла Хейса насчёт того , была ли концовка запланирована или нет. После того, когда Хейс не ответил, Джерико разозлился. Леснар встретился с Джерико и двое начали обмениваться словами пока Трипл Эйч и Винс Макмэн не прервали разговор, где Макмэн сказал что концовка была запланирована.

### Raw
На следующем эпизоде Raw, Финн Ба́лор вакантировал Чемпионство Вселенной из-за травмы плеча выявленной на SummerSlam. На том же эпизоде, Генеральный Менеджер Мик Фоли назначил четырёхсторонний матч на выбывание на следующем  Raw, чтобы короновать нового чемпиона. Сет Роллинс, Кевин Оуэнс, Большой Касс и Роман Рейнс квалифицировались на матч победив Сэми Зейна, Невилла, Русева и Криса Джерико соответственно. Оуэнс соответственно выиграл Чемпионство Вселенной WWE.
Также на Raw после SummerSlam, Саша Бэнкс получила травму, где срок восстановления был два месяца. Однако, празднование Женской Чемпионки WWE Шарлотт прервала Бэйли, которая была объявлена Миком Фоли как новая рестлерша женского дивизиона Raw. Бэйли также победила Дану Брук и Шарлотт в матче не за титул 5 сентября на Raw. На следующей неделе, трёхсторонний матч между Бэнкс, Бэйли и Брук закончился двойным удержанием для Бэйли и Бэнкс, и матч за титул Шарлотт на Clash of Champions стал трёхсторонним матчем.
Также, Братья Дадли (Бабба Рэй и Ди-Вон Дадли) объявили об завершении карьеры, но их сначала прервали Примо и Эпико и были атакованы Люком Галлоусом и Карлом Андерсоном, который проломил стол Ди-Вону.
После того, когда SmackDown представили их новые титулы на SmackDown после SummerSlam, Женское Чемпионство WWE и Командное чемпионство WWE были переименованы в Женское Чемпионство Raw и Командное чемпионство Raw, соответственно. Также, прошли финалы Cruiserweight Classic 14 сентября, и Ти Джей Перкинс стал первым Первым тяжёлым чемпионом WWE на бренд Raw.
После SummerSlam, Шеймус и Сезаро продолжили обмениваться победами в их Серии Лучший из Семи, где Шеймус выиграл следующие два матча и Сезаро выиграл. Последний матч был назначен на Clash of Champions.
Роман Рейнс и Русев продолжили противостояние за Чемпионство Соединённых Штатов. 12 сентября на эпизоде бренда Raw, Рейнс проиграл свой матч из-за вмешательства от Русева. На следующей неделе, Русев должен был защитить свой титул против Рейнса на Clash of Champions.

### SmackDown
23 августа на эпизоде бренда SmackDown, Эй Джей Стайлз был объявлен как претендент #1 за Мировое Чемпионство WWE на Backlash. Стайлз также победил Дольфа Зигглера, не дав ему возможность попасть в титульный матч.
Когда Рэнди Ортон говорил об Броке Леснаре и об своей семье, он был прерван Бреем Уайаттом, и двоим назначили матч на Backlash. 29 августа 2016 года, WWE назначили матч-реванш между Леснаром и Ортонм на хаус-шоу WWE 24 сентября  в Чикаго, Иллинойс, где Леснар победил Ортона.
Также на следующем SmackDown, Чемпионство WWE SmackDown среди женщин и Командное чемпионство WWE SmackDown были созданы для бренда. Шесть активных женщин SmackDown должны были сразиться в шестистороннем матче на выбывание за титул на Backlash, в то время как командный турнир проходил на протяжении следующих недель, включая финальный матч за командные титулы на Backlash.

## Результаты матчей
| №                                | Матч | Тип матча                                              | Время |
| -------------------------------- | --- | ------------------------------------------------------ | ----- |
| Kickoff                          | Братья Усо (Джей и Джимми Усо), Американская Альфа (Чед Гейбл и Джейсон Джордан), и Хайповые Ребята (Моджо Роли и Зак Райдер) победили Бризанго (Тайлер Бриз и Фанданго), Вознесение (Коннор и Виктор) и Вадельвистов (Эйден Инглиш и Саймон Готч) | Командный матч на 12 человек                           | 14:32 |
| Kick-off                         | Сэми Зейн и Невилл победили Братьев Дадли(Бабба Рэй Дадли и Ди-Вон Дадли) | Командный матч                                         | 7:55  |
| Kickoff                          | Шеймус победил Сезаро | Одиночный матч. Первый матч серий из семи матчей       | 14:10 |
| 1                                | Крис Джерико и Кевин Оуэнс победили Энцо Амора и Большого Касса | Командный матч                                         | 12:08 |
| 2                                | Шарлотт победила Сашу Бэнкс (ч) | Титульный матч за Чемпионство WWE среди женщин         | 13:51 |
| 3                                | Миз (ч) (с Марис) победил Аполло Крюса | Титульный матч за Интерконтинентальное чемпионство WWE | 5:45  |
| 4                                | Эй Джей Стайлз победил Джона Сину | Одиночный матч                                         | 23:09 |
| 5                                | Люк Галлоус и Карл Андерсон победили Новый день (Кофи Кингстон и Ксавье Вудс) (ч) (с Джоном Стюартом) по дисквалификации | Командный матч за Командное чемпионство WWE            | 9:09  |
| 6                                | Дин Эмброус (ч) победил Дольфа Зигглера | Титульный матч за Чемпионство WWE                      | 15:18 |
| 7                                | Никки Белла, Наталья и Алекса Блисс победили Бекки Линч, Наоми и Кармеллу | Командный матч три на три                              | 11:04 |
| 8                                | Финн Балор победил Сета Роллинса | Титульный матч за первое Чемпионство Вселенной WWE     | 19:24 |
| 9                                | Брок Леснар ( с Полом Хейманом) победил Рэнди Ортона техническим нокаутом | Одиночный матч                                         | 11:45 |
| (ч) — чемпион на момент поединка | |                                                        |       |